# Parti d'action démocratique du Sandžak
Le Parti d'action démocratique du Sandžak (en serbe cyrillique : Странка демократске акције Санџака ; en serbe latin et en bosnien : Stranka demokratske akcije Sandžaka ; en abrégé : SDAS) est un parti politique serbe créé en 1996. Il a son siège à Novi Pazar et est dirigé par Sulejman Ugljanin, l'ancien maire de Novi Pazar,.

## Historique
Le Parti d'action démocratique du Sandžak est une branche du Parti d'action démocratique de Bosnie-Herzégovine[réf. nécessaire].

## Activités électorales

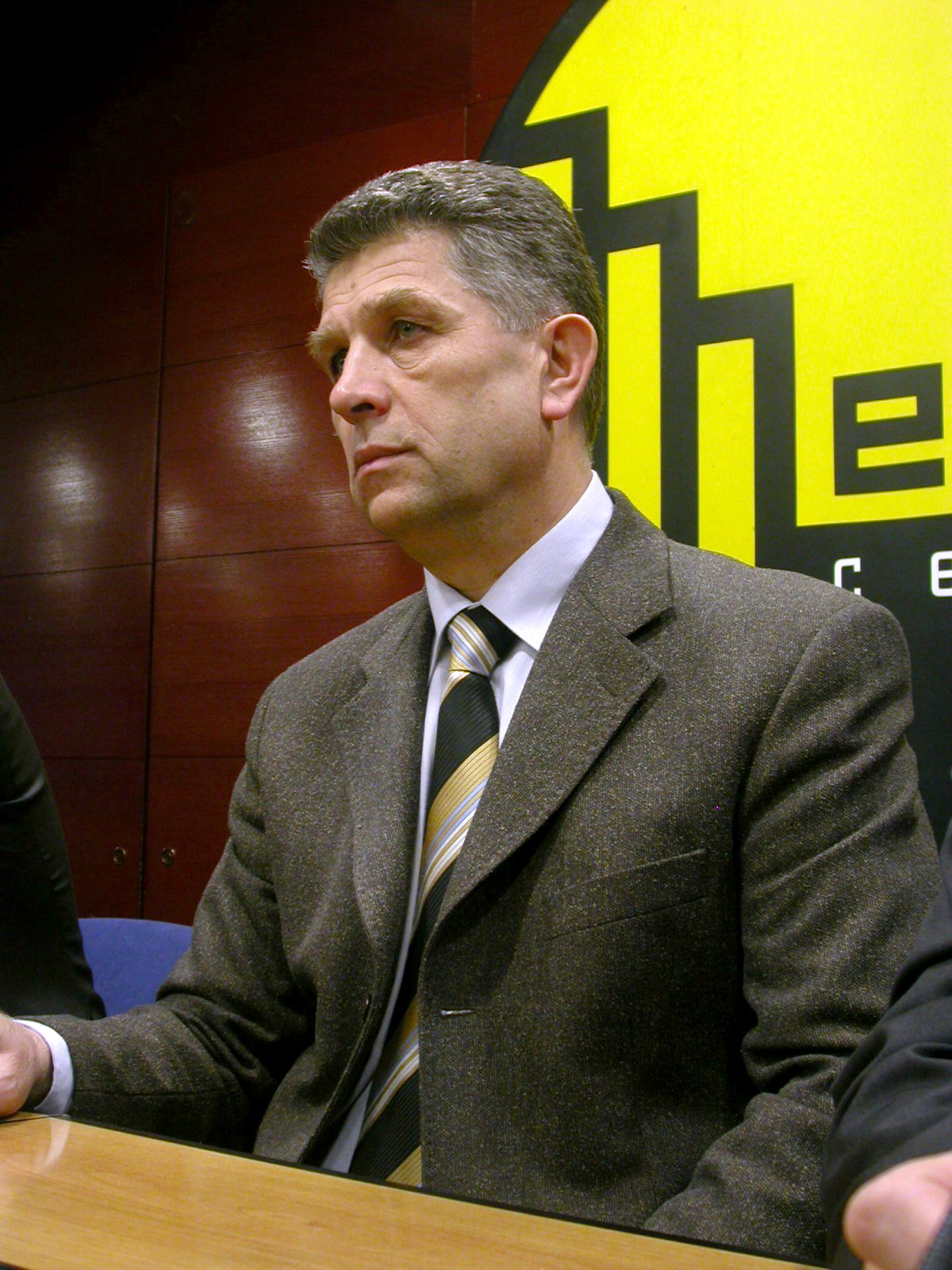
Sulejman Ugljanin

Aux élections législatives de 2007, Sulejman Ugljanin, le président du Parti d'action démocratique du Sandžak (SDAS) emmène une coalition appelée Liste pour le Sandžak qui présente 25 candidats ; l'alliance obtient 33 823 voix, soit 0,84 % des suffrages, ce qui lui vaut d'obtenir 2 députés à l'Assemblée nationale de la république de Serbie au titre des minorités nationales.
Pour les Élections législatives serbes de 2008, le SDAS participe à la Liste bosniaque pour un Sandžak européen qui obtient 0,92 % des voix et deux députés. Sulejman Ugljanin devient ministre sans portefeuille dans le gouvernement présidé par Mirko Cvetković et soutenu par le président Boris Tadić.
Lors des élections législatives serbes de 2012, le parti présente sa propre liste de 30 candidats, qui recueille 27 708 voix, soit 0,71 % des suffrages, ce qui lui vaut deux mandats à l'Assemblée. Sulejman Ugljanin redevient ministre sans portefeuille dans le gouvernement présidé par Ivica Dačić et soutenu par le nouveau président Tomislav Nikolić.

## Organisation
- Présidence
  - Sulejman Ugljanin, président
  - Šemsudin Kučević, vice-président
  - Fuad Baćićanin, secrétaire général
  - Hazbo Mujović, président adjoint
  - Halid Hadžijakupović, président adjoint
  - Enis Imamović, président adjoint
  - Edin Gudžević, président de l'association des jeunes du SDAS
- Comité central
- Conseil de surveillance
- Cour d'honneur
- Commission et conseil

Le parti dispose de sections locales à Novi Pazar, Tutin, Sjenica, Prijepolje et Priboj.